# 曾我祐邦

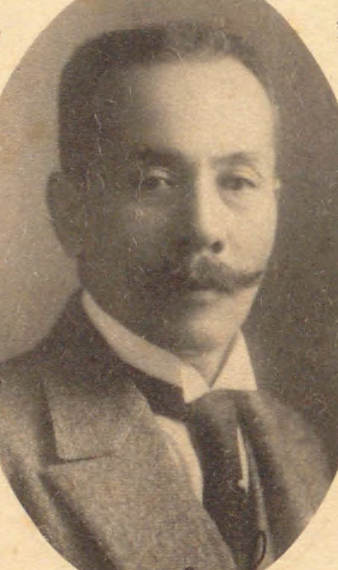
曽我祐邦

曽我 祐邦（そが すけくに、旧字体：曾我 祐󠄀邦󠄂、1870年8月12日（明治3年7月16日）- 1952年（昭和27年）8月15日）は、明治から昭和期の陸軍軍人、政治家、華族。最終階級は陸軍砲兵大尉。貴族院子爵議員。
皇族の憲仁親王妃久子は曽孫にあたる。玄孫に、承子女王、千家典子、守谷絢子がいる。

## 経歴
兵部少丞・曾我祐準の四男として生まれる。父の隠居に伴い、1924年（大正13年）2月15日、子爵を襲爵した。
1894年（明治27年）陸軍砲兵少尉に任官。フランスに留学し、1894年、エコール・ポリテクニーク校を卒業し、さらに1896年（明治29年）フォンテンブロー砲工実施学校を卒業した。帰国後、皇族付武官（伏見宮貞愛親王付）、北京公使館付武官補佐官、陸軍兵器本廠検査官などを歴任し、砲兵大尉に進級して病のため退役した。顧問団の1人として再度フランスに渡り、パリ講和会議に参加した。その後、日本電報通信社重役、日仏協会副理事長、同理事長、日仏会館副理事長、日仏同志会長、台湾銀行監査役、神戸製鋼所監査役、日章火災取締役などを務めた。
1925年（大正14年）1月17日、貴族院子爵議員補欠選挙で当選し、研究会に所属して活動し、1946年（昭和21年）5月15日に貴族院議員の公職を辞職するまで通算四期在任した。この間、社会政策審議会委員、議会制度審議会委員、国家総動員審議会委員などを務めた。
1928年（昭和3年）には、フランス共和国レジオン・ドヌール勲章コマンドゥールを受章した。

## 親族
- 母 晟子（あきこ、華園摂信七女）[1][3]
- 先妻 晃子（てるこ、松園尚嘉二女、鷹司煕通養女）[1]
- 後妻 たみ（多屋寿平次四女）[1]
- 二男 凖和[1][3]
- 二女 盛子（もりこ、友田二郎夫人）[1][3]